# Queen Forever
《Queen Forever》은 영국의 록 밴드 퀸의 컴필레이션 음반이다. 2014년 11월 10일에 발매된 이 밴드는 원래 리드 싱어인 프레디 머큐리의 보컬과 함께 "잊혀진" 트랙을 특징으로 한다. 퀸의 베이시스트 존 디콘도 트랙에 있다.
드러머 로저 테일러는 2013년 12월에 자신과 기타리스트 브라이언 메이가 "함께 하는 중입니다...새해를 맞이하여 우리가 가지고 있는 것을 끝내고 나면 어떤 종류의 음반을 만들 것입니다."라고 언급하며 이 음반에 대해 말했다. 메이는 2014년 5월 23일 헤이 페스티벌에서 BBC 라디오 웨일스 라디오 인터뷰에서 컴필레이션 음반으로 이 제목을 발표했다. 1995년 음반 《Made in Heaven》과 1997년 컴필레이션 음반 《Queen Rocks》 이후 머큐리(에이즈 관련 합병증으로 숨진)와 디콘(1997년 음악업계에서 은퇴한)의 미공개 곡이 수록된 첫 번째 퀸 음반이다. 이 음반은 2014년 11월 10일, 미국의 할리우드 레코드에 의해 발매되었다.

## 상업적 성과
| 총 점수             | 총 점수 |
| 출처                | 점수    |
| ------------------- | ------- |
| 메타크리틱          | 49/100  |
| 평가 점수           |         |
| 출처                | 점수    |
| AllMusic            | [ 7 ]   |
| Classic Rock (de)   | 8/10    |
| The Daily Telegraph | [ 9 ]   |
| Drowned in Sound    | 5/10    |
| The Guardian        | [ 11 ]  |
| Rolling Stone (DE)  | [ 12 ]  |
| State               | [ 13 ]  |

발매와 동시에, 《Queen Forever》는 밴드의 팬들이 다른 퀸 컴필레이션 음반에서 여러 번 발표된 곡들로 음반을 구매할 이유가 없다고 생각하는 비평가들로부터 엇갈린 평가를 받았다. 토머스 얼와인은 올뮤직에서 "하드코어 팬들은 그 차이를 알아차릴 수 있지만, 이 세 곡을 제외하고, 《Queen Forever》는 그들이 여러 번 구매한 곡들로 구성되어 있기 때문에 그들이 이것을 선택할 이유가 별로 없다"라고 말했다.

## 곡 목록
| #   | 제목                                                        | 작사·작곡                                | 재생 시간 |
| --- | ----------------------------------------------------------- | ---------------------------------------- | --------- |
| 1.  | 〈Let Me in Your Heart Again〉                              | 브라이언 메이                            | 4:31      |
| 2.  | 〈Love Kills (The Ballad)〉                                 | 프레디 머큐리, 조르조 모로더             | 4:12      |
| 3.  | 〈There Must Be More to Life Than This (with 마이클 잭슨)〉 | 머큐리                                   | 3:20      |
| 4.  | 〈It's a Hard Life〉                                        | 머큐리                                   | 4:06      |
| 5.  | 〈You're My Best Friend〉                                   | 존 디콘                                  | 2:52      |
| 6.  | 〈Love of My Life (Early Fade-Out)〉                        | 머큐리                                   | 3:33      |
| 7.  | 〈Drowse (Early Fade-Out)〉                                 | 로저 테일러                              | 3:38      |
| 8.  | 〈Long Away〉                                               | 메이                                     | 3:32      |
| 9.  | 〈Lily of the Valley (Single Version)〉                     | 머큐리                                   | 1:39      |
| 10. | 〈Don't Try So Hard〉                                       | 머큐리                                   | 3:39      |
| 11. | 〈Bijou〉                                                   | 메이, 머큐리                             | 3:36      |
| 12. | 〈These Are the Days of Our Lives〉                         | 테일러                                   | 4:14      |
| 13. | 〈Las Palabras de Amor (The Words of Love)〉                | 메이                                     | 4:31      |
| 14. | 〈Who Wants to Live Forever〉                               | 메이                                     | 5:15      |
| 15. | 〈A Winter's Tale〉                                         | 머큐리                                   | 3:48      |
| 16. | 〈Play the Game (without synthesizer intro)〉               | 머큐리                                   | 3:14      |
| 17. | 〈Save Me〉                                                 | 메이                                     | 3:46      |
| 18. | 〈Somebody to Love (Early Fade-Out)〉                       | 머큐리                                   | 4:52      |
| 19. | 〈Too Much Love Will Kill You〉                             | 메이, 프랭크 머스커, 엘리자베스 레이머스 | 4:19      |
| 20. | 〈Crazy Little Thing Called Love〉                          | 머큐리                                   | 2:43      |

## 인증
| 국가                                                            | 인증 | 판매량/출하량 |
| --------------------------------------------------------------- | ---- | ------------- |
| 독일 (BVMI)                                                     | 골드 | 100,000       |
| 이탈리아 (FIMI)                                                 | 골드 | 25,000*       |
| 폴란드 (ZPAV)                                                   | 골드 | 10,000        |
| 영국 (BPI)                                                      | 골드 | 100,000*      |
| *판매량을 기반으로 한 인증 · 판매량+스트리밍을 기반으로 한 인증 |      |               |